# Jakob Behrens

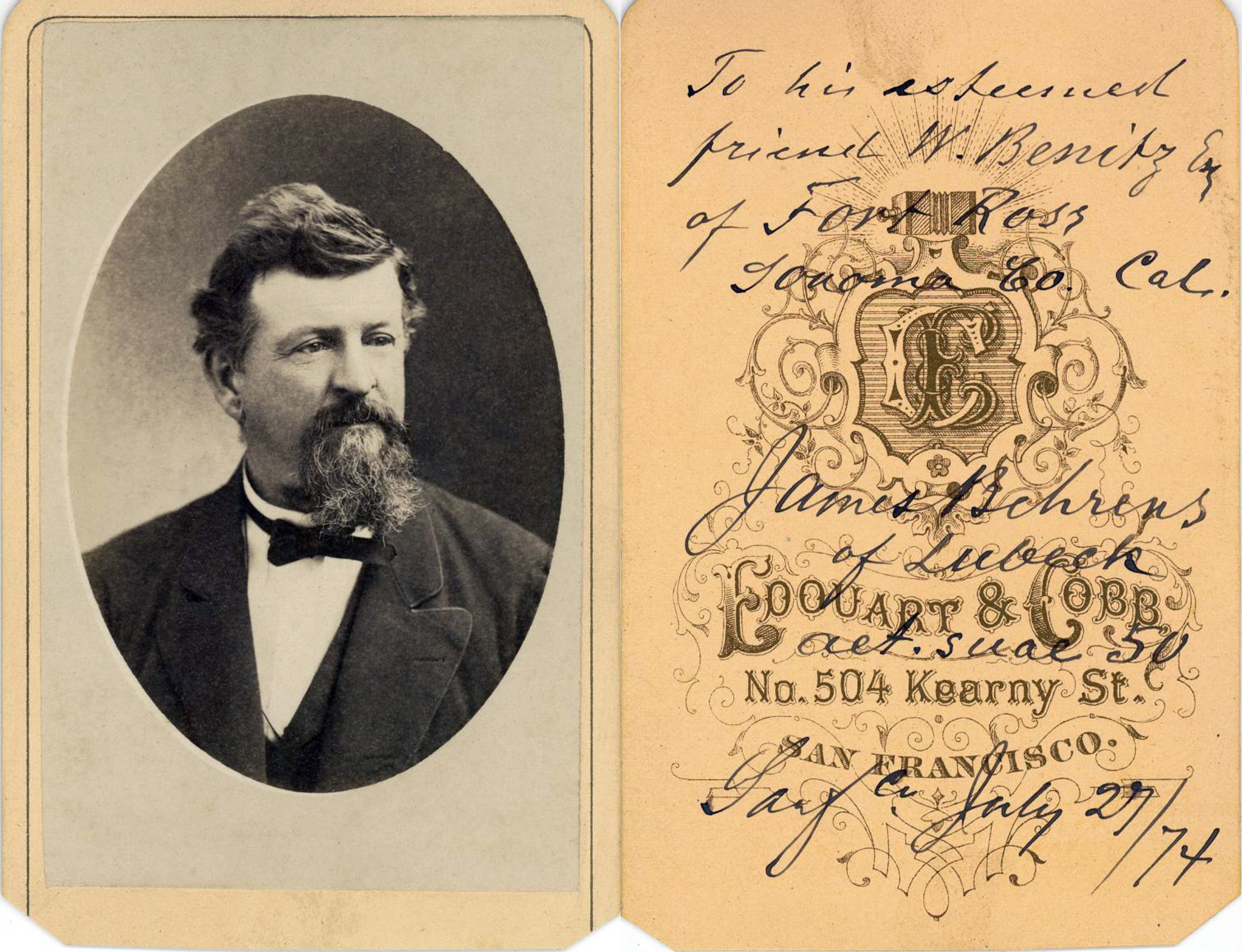
Jakob (James) Behrens, 1874

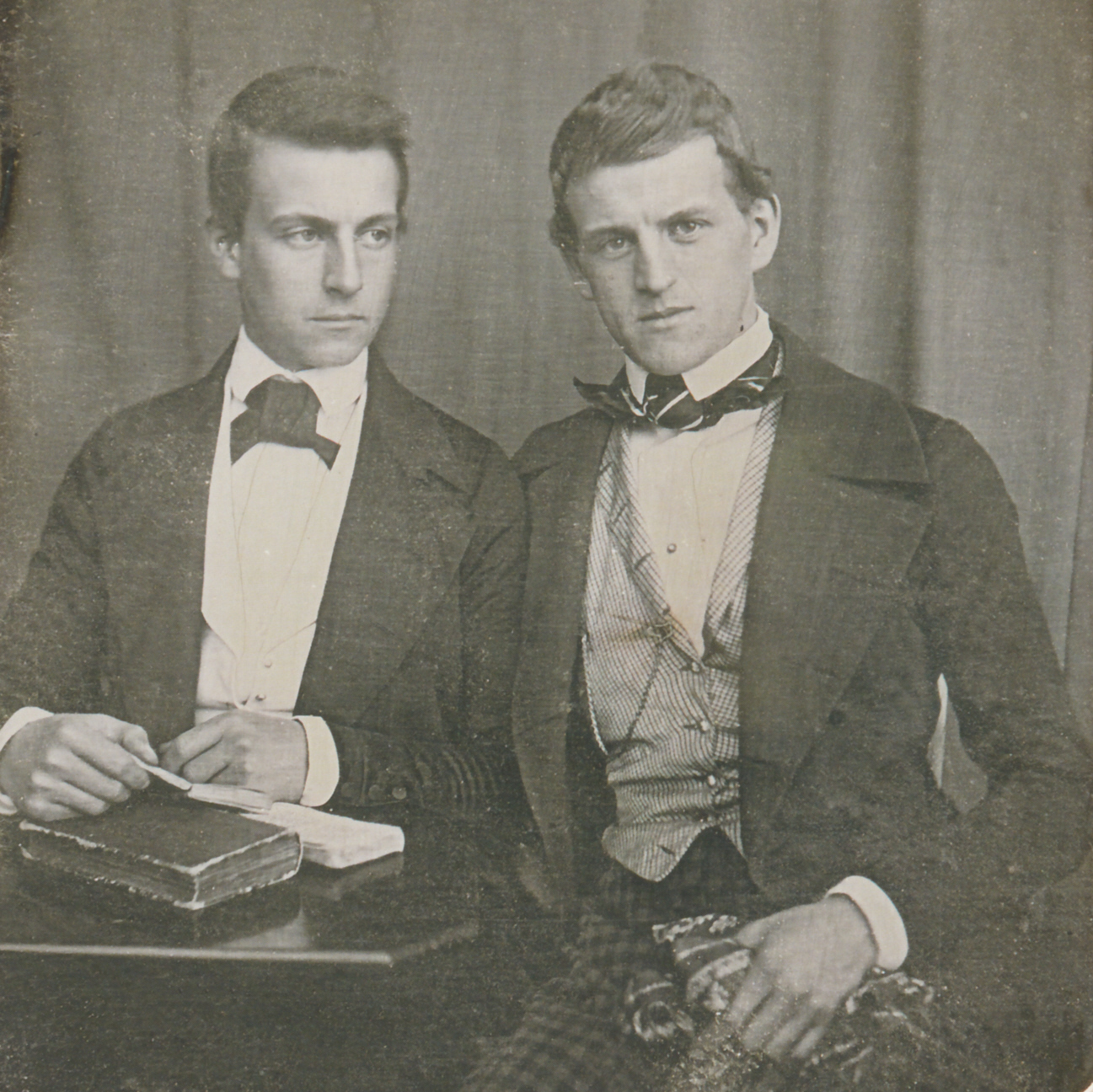
Heinrich Behrens (links) mit seinem Bruder Jakob Behrens (um 1845)

Jakob Behrens, auch James Behrens (* 30. Juni 1824 in Lübeck; † 6. März 1897 in San José (Kalifornien)) war ein deutsch-amerikanischer Kaufmann und Entomologe.

## Leben
Jakob Behrens war Sohn des Lübecker Kaufmanns und Senators Jacob Behrens (1791–1852). Er besuchte das Katharineum zu Lübeck, das er 1841 abschloss. Nach dem Tod des Vaters wanderte er 1853 in die USA aus. Er eröffnete ein Handelsgeschäft in San Francisco.
Schon als Schüler war Behrens von Carl Julius Milde für das Feld der Entomologie begeistert worden. Nach seiner Ankunft in den USA wurde er einer der ersten systematischen Sammler in Kalifornien, legte eine große Sammlung an und wurde zu einem Experten auf dem Gebiet der Lepidoptera. Er veröffentlichte mehrere Aufsätze in Fachzeitschriften und war Mitglied verschiedener wissenschaftlicher Gesellschaften in den USA und Europa. Viele seiner Stücke ließ er durch Augustus Radcliffe Grote und Alpheus Spring Packard bestimmen.

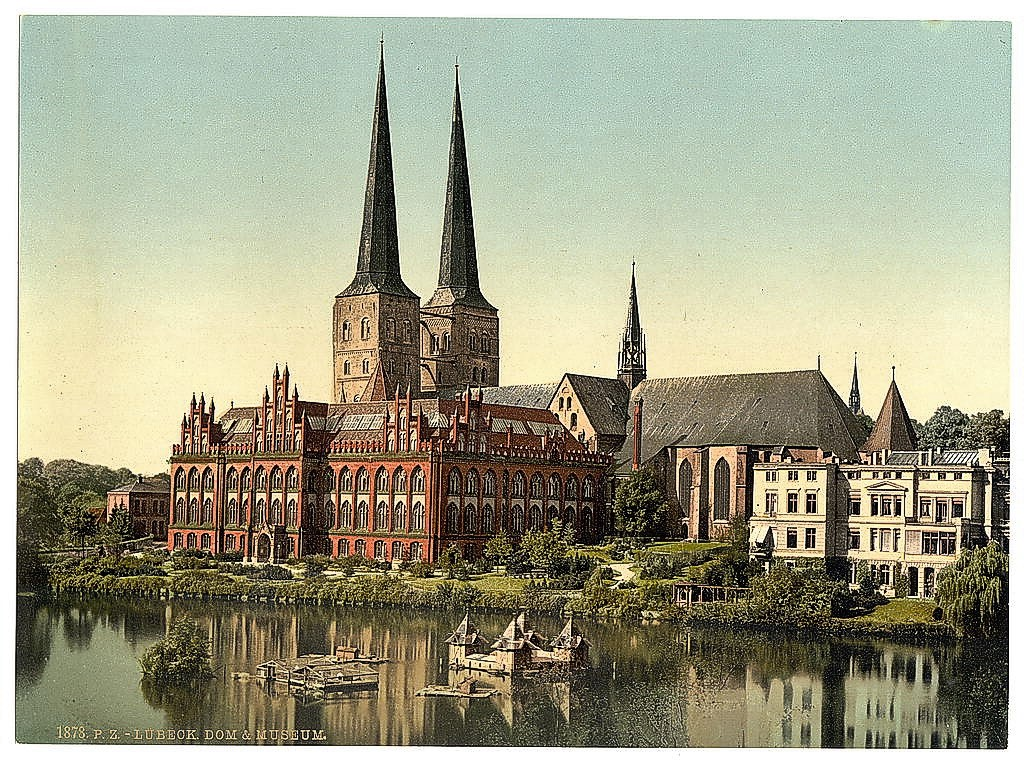
Lübecker Museum am Dom in den 1890er Jahren

1883 schenkte er seine Sammlung, die durch die zahlreichen ihr einverleibten Originalexemplare und Typen einen hohen wissenschaftlichen Werth hatte, dem von seinem Freund Heinrich Lenz geführten und im Aufbau befindlichen Naturhistorischen Museum in Lübeck, wofür ihm die Gesellschaft zur Beförderung gemeinnütziger Tätigkeit ihre Goldene Denkmünze verlieh. In einem Bericht für die 67. Versammlung Deutscher Naturforscher und Ärzte hieß es 1895: 

„Was J. Behrens im Laufe von mehr als dreissig Jahren selbst sammelnd oder durch seine zahlreichen Tauschverbindungen mit den bedeutendsten nordamerikanischen Coleopterologen und Lepidopterologen, wie Horn, Le Conte, W. H. Edwards, Cresson, Henry Edwards, Packard, Grote, French und Anderen zusammenbrachte, machte derselbe in treu bewahrter Anhänglichkeit an seine Vaterstadt vor wenigen Jahren unserm Museum zum Geschenke. Die Käfer sind meist in ganzen Reihen vorhanden, bestimmt und aufs Genaueste mit Fundorten versehen. Unter den Schmetterlingen sind nicht nur die Tagschmetterlinge und Sphingiden, wie überhaupt die grossen Arten fast vollständig vorhanden, sondern gerade die kleineren Noctuen und Geometriden sind, meist von Packard und Grote bestimmt, besonders gut vertreten. Die nordamerikanischen, insbesondere californischen Käfer und Schmetterlinge dürften in wenigen Museen so gut vertreten sein, wie in dem unsrigen.“

Die Sammlung ist wohl mit dem Museum beim Luftangriff auf Lübeck 1942 zerstört worden.
Behrens starb ohne Kinder; über sein Erbe kam es zu einer gerichtlichen Auseinandersetzung, die bis vor den obersten Gerichtshof des Staates Kalifornien ging, bei der sich seine Geschwister, der Lübecker Numismatiker Heinrich Behrens und seine Schwester Augusta, als gesetzliche Erben gegen die testamentarische Erbin durchsetzten.

## Dedikationsnamen
Nach ihm sind benannt:
- Behrens' silverspot Butterfly (Speyeria zerene behrensii), eine gefährdete Schmetterlingsart[8]
- Phymatopus behrensii, ein Wurzelbohrer